# Mistrzostwa Świata we Wspinaczce Sportowej 2016

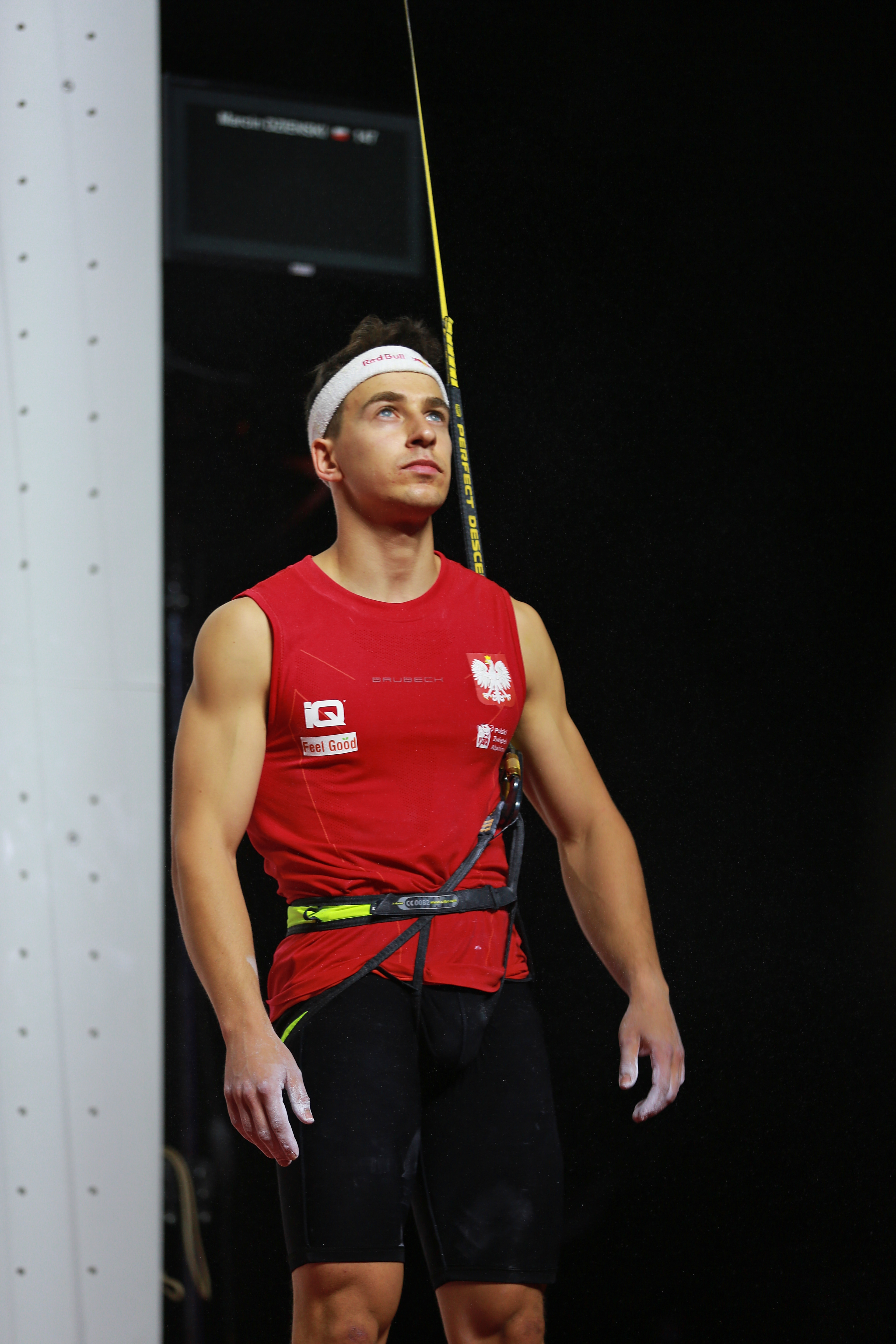
Marcin Dzieński –
pierwszy polski mistrz świata we wspinaczce sportowej na czas.

Mistrzostwa Świata we Wspinaczce Sportowej 2016 – 14. edycja mistrzostw świata we wspinaczce sportowej, która odbyła się w dniach 14–18 września 2016 we francuskim AccorHotels Arena w Paryżu.  Marcin Dzieński – polski zawodnik po raz pierwszy zdobył złoty medal mistrzostw świata we wspinaczce sportowej (w konkurencji na czas). Podczas zawodów wspinaczkowych zawodnicy i zawodniczki rywalizowali w 8 konkurencjach.

## Harmonogram
Legenda
| E | Eliminacje |  | Finał (ilość) |

| Wrzesień 2016       | 13 | 14 | 15 | 16 | 17 | 18 | 19 |
| ------------------- | -- | -- | -- | -- | -- | -- | -- |
| Wspinaczka sportowa |    | E  | E  | E  | 3  | 5  |    |

## Konkurencje
Mężczyźni
- bouldering, prowadzenie, na czas i wspinaczka łączna

Kobiety
- bouldering, prowadzenie, na czas i wspinaczka łączna

## Uczestnicy
Zawodnicy i zawodniczki podczas zawodów wspinaczkowych w 2016 roku rywalizowali w 8 konkurencjach. Łącznie do mistrzostw świata zgłoszonych zostało 518 wspinaczy z 53 państw (każdy zawodnik ma prawo startować w każdej konkurencji o ile do niej został zgłoszony i zaakceptowany przez IFCS i organizatora zawodów). 
| Lp.   |           | ↓ Uczestnicy – konkurencje → |     | bouldering | prowadzenie | na czas | wsp. łączna |
| ----- | --------- | ---------------------------- | --- | ---------- | ----------- | ------- | ----------- |
| 1.    | Mężczyźni | 123                          | 104 | 55         | 15          |         |             |
| 2.    | Kobiety   | 87                           | 75  | 46         | 13          |         |             |
| Razem | Razem     | Razem                        | 210 | 101        | 179         | 28      |             |

### Reprezentacja Polski
- Kobiety:
  - we wspinaczce na czas: Aleksandra Mirosław (zajęła indywidualnie 4 miejsce), Klaudia Buczek (5 m.), Patrycja Chudziak (8 m.), Anna Brożek (10 m.) oraz Edyta Ropek, która zajęła 23 miejsce.
- Mężczyźni:
  - we wspinaczce na czas: Marcin Dzieński (zajął 1 m.),  a Rafał Halasa był 41.

## Medaliści
| Konkurencja                        | Złoto                       | Srebro                               | Brąz                      |
| ---------------------------------- | --------------------------- | ------------------------------------ | ------------------------- |
| Mężczyźni                          |                             |                                      |                           |
| bouldering szczegóły (17.09)       | Japonia · Tomoa Narasaki    | Czechy · Adam Ondra                  | Francja · Manuel Cornu    |
| prowadzenie szczegóły (18.09)      | Czechy · Adam Ondra         | Austria · Jakob Schubert             | Francja · Gautier Supper  |
| wsp. na czas szczegóły (17.09)     | Polska · Marcin Dzieński    | Iran · Reza Alipour                  | Rosja · Aleksander Szikow |
| wspinaczka łączna szczegóły(18.09) | Kanada · Sean McColl        | Francja · Manuel Cornu               | Niemcy · David Firnenburg |
| Kobiety                            |                             |                                      |                           |
| bouldering szczegóły (18.09)       | Szwajcaria · Petra Klingler | Japonia · Miho Nonaka                | Japonia · Akiyo Noguchi   |
| prowadzenie szczegóły (17.09)      | Słowenia · Janja Garnbret   | Belgia · Anak Verhoeven              | Słowenia · Mina Markovič  |
| wsp. na czas szczegóły(18.09)      | Rosja · Anna Cyganowa       | Francja · Anouck Jaubert             | Rosja · Julija Kaplina    |
| wspinaczka łączna szczegóły(18.09) | Rosja · Jelena Krasowskaja  | Stany Zjednoczone · Claire Buhrfeind | Francja · Charlotte Durif |

## Klasyfikacja medalowa
* Organizator zawodów został zaznaczony tym kolorem, Polskę  oznaczono tekstem pogrubionym.
|                    |                    |                    |   |   |   |    |   |   |   |   |   |   |
| 1                  | Słowenia           | 2                  | 0 | 2 | 4 | 0  | 0 | 1 | 2 | 0 | 1 |   |
| 2                  | Japonia            | 1                  | 1 | 1 | 3 | 1  | 0 | 0 | 0 | 1 | 1 |   |
| 3                  | Czechy             | 1                  | 1 | 0 | 2 | 1  | 1 | 0 | 0 | 0 | 0 |   |
| 4                  | Słowenia           | 1                  | 0 | 1 | 2 | 0  | 0 | 0 | 1 | 0 | 1 |   |
| 5                  | Kanada             | 1                  | 0 | 0 | 1 | 1  | 0 | 0 | 0 | 0 | 0 |   |
| 5                  | Polska             | 1                  | 0 | 0 | 1 | 1  | 0 | 0 | 0 | 0 | 0 |   |
| 5                  | Szwajcaria         | 1                  | 0 | 0 | 1 | 0  | 0 | 0 | 1 | 0 | 0 |   |
| 8                  | Francja            | 0                  | 2 | 3 | 5 | 0  | 1 | 2 | 0 | 1 | 1 |   |
| 9                  | Austria            | 0                  | 1 | 0 | 1 | 0  | 1 | 0 | 0 | 0 | 0 |   |
| 9                  | Belgia             | 0                  | 1 | 0 | 1 | 0  | 0 | 0 | 0 | 1 | 0 |   |
| 9                  | Iran               | 0                  | 1 | 0 | 1 | 0  | 1 | 0 | 0 | 0 | 0 |   |
| 9                  | Stany Zjednoczone  | 0                  | 1 | 0 | 1 | 0  | 0 | 0 | 0 | 1 | 0 |   |
| 13                 | Niemcy             | 0                  | 0 | 1 | 1 | 0  | 0 | 1 | 0 | 0 | 0 |   |
| Ogółem (13 państw) | Ogółem (13 państw) | Ogółem (13 państw) | 8 | 8 | 8 | 24 | 4 | 4 | 4 | 4 | 4 | 4 |

Źródło: